# WILD FM Hitradio
Wild FM is een Noord-Hollands en Flevolands regionaal commercieel radiostation. De zender draait dancemuziek.
De zender heeft een doelgroep in de leeftijd van 18-49 jaar, met een licht accent op vrouwen van 20-40 jaar. Circa 56% van de luisteraars is vrouw en 44% man.

Per 4 juni 2024 is Wild FM enkel nog via DAB+ en internet te ontvangen. Vanaf die datum is Galaxy Radio te ontvangen op het FM-kavel van Wild.Bron

## Geschiedenis
Wild FM is in 2004 opgericht door Dave Leusink en Koen van Tijn.
Het frequentiepakket van Wild FM was tot september 2004 in handen van het toen al failliete Friese radiostation Freez FM, dat eigendom was van RENN BV. Het frequentiepakket ("kavel B2") kwam na overname van RENN BV in handen van Creative Radio Concepts BV. Het format is ontwikkeld door Wild FM Hitradio en het Australische consultancybureau ESP Media na een marktonderzoek. De uitzendingen zijn gestart op 4 februari 2005. De slogan vanaf de start luidt "Het nieuwe Hit Muziek station".
Wild FM was een jaar na de start het best beluisterde regionale station in haar eigen uitzendgebied in de doelgroep 10 tot en met 29 jaar. Tegenwoordig wordt alleen RadioNL beter beluisterd in Noord-Holland.
In juli 2007 werd 'Hitradio' toegevoegd aan de naam van het station, de slogan "De meeste hits" geïntroduceerd en een dj-opleiding opgericht. Sinds 25 september 2016 heet het station Wild FM Hitradio. De voice-over Martin Stoker is vaste stationsstem van Wild FM Hitradio. De vrouwelijke stationsstem is Dinja Pannebakker.
In april 2018 legt de sinds 2015 aangestelde programmadirecteur Rick Waltmann zijn taken neer. Zijn opvolger is Coen Bom.
Sinds 16 maart 2023 is de vormgeving van de zender drastisch veranderd. Een nieuw logo werd geïntroduceerd, 'Hitradio' verdween uit de naam en het format is aangepast van hitradio naar dancemuziek.

## Frequenties
Wild FM Hitradio wordt in de ether op de FM-band uitgezonden op de volgende frequenties:
- Amsterdam 93,6 MHz
- Alkmaar 96,3 MHz
- Haarlem 97,3 MHz
- Almere 97,4 MHz (voorheen Purmerend)

De huidige FM-vergunningen liepen af in september 2017. In juni 2016 heeft minister Henk Kamp van Economische Zaken aangegeven de vergunningen van regionale commerciële radiozenders te verlengen tot 2024.
Wild FM Hitradio zendt sinds september 2015 ook op DAB+ uit. Aanvankelijk betrof dat alleen kanaal 8A (195,93 MHz, Zuid-Holland, westelijk Utrecht en midden en zuidelijk deel Noord-Holland), later ook op kanaal 9D-z (kop van Noord-Holland en Friesland) en 9D-n (Zeeland en westelijk Noord-Brabant). Medio augustus 2022 is het regionale DAB+ netwerk opnieuw ingedeeld en is Wild FM over gegaan naar kanaal 8B (Noord-Holland en Flevoland).
Op de kabel wordt Wild FM niet meer doorgegeven.

## Dj's van Wild FM

#### Huidige dj's
- Joost Bastiaans (2021-heden) (WILD Faith)
- Dylan Beukenkamp (2020-heden) (RUMAG Vrijdagmiddagshow en WILD Weekend)
- Erwin van der Bliek (2018-heden) (On Fire en Drivetime Beats)
- Barry Brand (2018, 2020-heden) (Brand in de middag)
- Adam Beyer (2023-heden) (Drumcode)
- Charlotte van den Broek (2023-heden) (Weekend Ochtendshow)
- Dave Clarke (2023-heden) (White Noise)
- Bernou van der Ent (2021-heden) (RUMAG Vrijdagmiddagshow)
- Quinten van Hilten (2020-heden) (WILD Lunch)
- Jamie Jones (2023-heden) (Hot Robot Radio)
- Dave Jongen (2020-heden) (WILD Weekend)
- Patrick Kicken (2018-heden) (Kickens Club Classics)
- Wytske Kenemans (2021-heden) (WILD Lunch)
- Eric van Kleef (2020-heden) (Clubbin’)
- Peter van Leeuwen (pseudoniem van Coen Bom) (2018-heden) (BPM en Feel Good 40)
- Amelie Lens (2023-heden) (Exhale)
- Patricia van Liemt (2009-2010, 2022-heden) (Pat & Ro Show)
- Rolien Magendans (2022-heden) (Pat & Ro Show)
- Luuk Milo (2021-heden) (Luuk Milo)
- Anne Rance (2021-heden) (Chillzone en Anne on Air)
- Marc de Roo (<2020?-heden) (WILD WeekendMix en Marc de Roo)
- Jurgen Rijkers (2018-heden) (Wake Up WILD en ID 2.0)
- Roger Sanchez (2020-heden) (Release Yourself)
- Frank Schildkamp (2018-heden) (WorldWideWildOnes)
- Ilja Volkers (2022-heden) (Ilja Volkers)
- Elmer de Winter (2020-heden) (Weekend Break)

#### Voormalige dj's
- Marijn Annema (2010-2011)
- DJ Louis Bailar (2011-2012)
- Jesse Bakker (2021-2023)
- Rianne Besters (2020)
- Dyantha Brooks (2010-2015)
- Joost Burger (2011-2013)
- Patrick Coelho (2015-2016)
- Mark van Dale (2020)
- Marek Dębickie (2020)
- Barend van Deelen (2011)
- Stefan Kollaart (2015-2016)
- Lucas Degen (2005, 2013-2015)
- DJ Dirty Valente (pseudoniem van Koen Berkhout) (2010-2013, 2017-2020) (WILD WeekendMix)
- Rene Dupon (2015-2016)
- Jos Eggink (2007-2010)
- Niels Franken (2008-2011)
- Lange Frans (2011)
- Marcia Godet (2005-2010)
- Erik Hensel (2011-2012)
- Theun Herder (2015-2017)
- Patrick van den Hoek (2014-2015)
- DJ Jean (2019)
- Jente Kater (2006-2007)
- Keanu (2015-2017)
- Jesper Kleynen (2019-2021)
- Joris Klokkers (2020)
- Wouter Kooiman (2015-2020)
- Dimitris Kops (2007-2015, 2018-2019)
- Guus Lammerink (2020-2021)
- Dave Leusink (2005-2013)
- Dick Liefting (2015-2018)
- Edwin Noorlander (2011-2013)
- Julia van Reyendam (2021-2022)
- Rob Van Rossum (2020-2021)
- Emile van Schaik (2006-2010)
- Frans Steeneken (2019-2021)
- Simcha Tas (2006-2007)
- Bas van Teylingen (2019-2021)
- Koen van Tijn (2005-2007, 2013-2015)
- Anthony Timmers (2011-2014)
- Saskia Troccoli (2010-2011)
- Joerie Twisk (2007-2011)
- DJ Nick Velderman (2016-2019)
- Rick Waltmann (2015-2018)
- Vera van Zelm (2011-2012)
- Michiel Zwartepoorte (2018-2021)

## Eigendom
Tot 19 augustus 2011 was Wild FM eigendom van Erik de Vlieger. Op die datum kwam de zender in handen van AKP Media B.V., uitgever van de NL Magazines.
Volgend op het faillissement van AKP Media B.V. heeft Wild FM B.V. in 2012 haar activiteiten overgedragen aan Creative Radio Concepts B.V., onderdeel van RTV20 B.V.
Daardoor werd Wild FM, mede via het investeringsfonds Vondel Capital, eigendom van prins Bernhard Jr. en Menno de Jong. Hans Pérukel (die ook mede-eigenaar is van het teloor gegane AKP Media BV en later de internet televisiezender WildHitz) was bestuurder. Vanaf medio juli 2013 werd de zender geëxploiteerd door Wild FM Hitradio BV, waarvan de aandelen in handen zijn van Hans Kortlevers en Henk Zeeman.
Medio april 2018 is het radiostation van eigenaar gewisseld. Bas Emons kocht het radiostation van Kortlevers met een leegloop als gevolg.

### Faillissement en doorstart
Op 21 mei 2013 is Wild FM Hitradio op eigen verzoek failliet verklaard. Het muziekstation verkeerde financieel al jaren in zwaar weer. Het faillissement volgde na een veroordeling in een rechtszaak die zenderbedrijf Broadcast Partners, dat de uitzendingen van Wild FM verzorgt, had aangespannen. Wild FM had geprobeerd om onder een duur zendcontract met Broadcast Partners uit te komen, maar werd door de rechter in het ongelijk gesteld. Vanaf de datum van het faillissement werd via de FM-frequenties non-stop muziek gedraaid maar via internet was het station niet meer te beluisteren.
Op 9 juli 2013 werd bekend dat Wild FM een doorstart zal maken nadat het voor een bedrag van € 326.500 euro middels de nieuwe vennootschap Wild FM Hitradio BV werd op overgenomen door investeerders Hans Kortlevers en Henk Zeeman samen met radio-ondermemers Koen van Tijn en Bas Emons. Het station werd sindsdien geleid door mede-oprichter Koen van Tijn die, tot juli 2015, tevens de Wild FM ochtendshow presenteerde. Vanaf 15 juli 2013 zijn de gepresenteerde uitzendingen in fasen hervat.
Als gevolg van een zakelijk conflict verliet Koen van Tijn het radiostation in 2015, evenals presentatoren Anthony Timmers, Dyantha Brooks, Lucas Degen, Dimitris Kops en Patrick van den Hoek. Na het vertrek van Van Tijn werd Rick Waltmann aangesteld als programmaleider.

## Beeldmerk

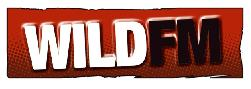
Van 2005 tot 2013
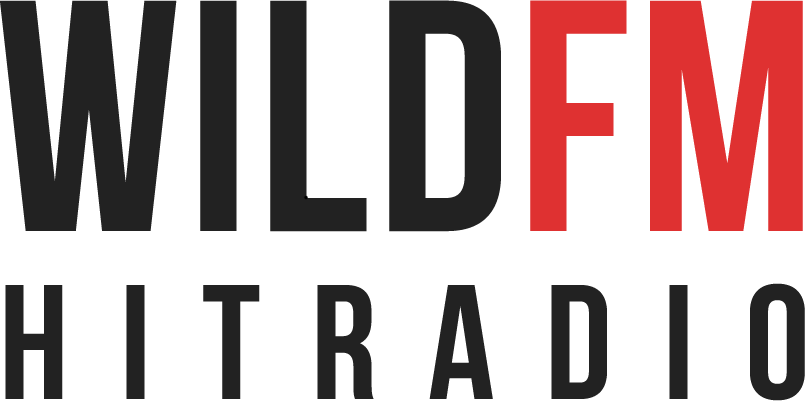
Van juli 2016 t/m 15 maart 2023
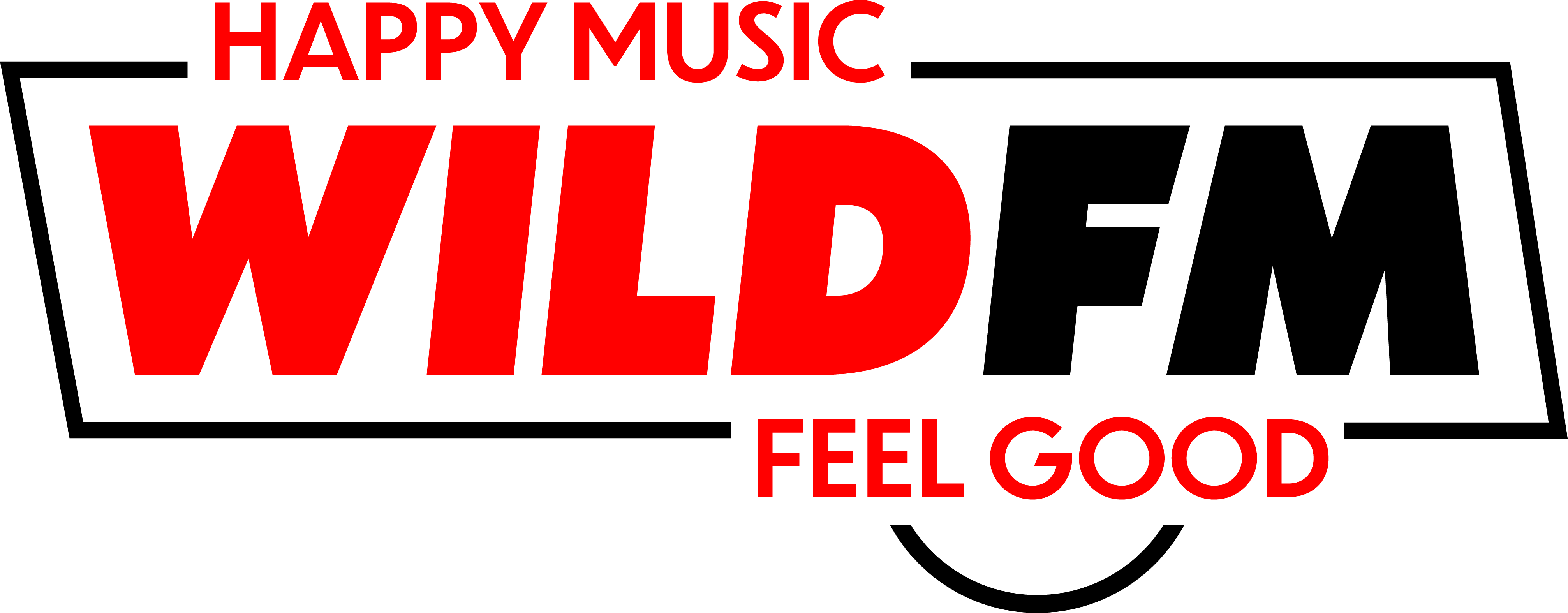
Sinds 16 maart 2023